# حادثة دمشق

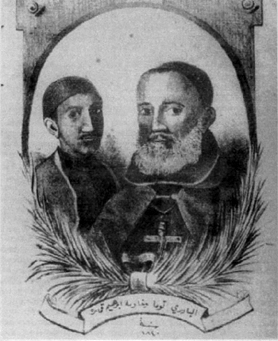
رسم معاصر يصور الأب توماس الكبوشي وخادمه المسلم إبراهيم عمارة.

حادثة دمشق هي حادثة وقعت في مدينة دمشق عام 1840 أيام حكم محمد علي. فقد اتُهم يهود دمشق بقتل راهب من الفرنسيسكان يُدعَى الأب توماس الكبوشي وخادمه المسلم إبراهيم عمارة لاستخدام دمائهما في أغراض شعائرية وفي صنع خبز عيد الفصح غير المخمر (ماتزوت).
وقد كان الصراع السياسي الأوربي للحصول على النفوذ في الشرق الأوسط هو الوقود الذي أزكى وقود هذه الحادثة. إذ كانت كل دولة تحمي أعضاء جماعة دينية بعينها، فكان الروس يحمون الأرثوذكس وكان الفرنسيون يحمون الكاثوليك. وربما لعدم وجود عدد كبير من البروتستانت، قام الإنجليز «بحماية» اليهود.
ومن هنا، يُعَد الصراع بين الكاثوليك المحليين (بزعامة القنصل الفرنسي) واليهود تعبيراً عن الصراع على النفوذ الاقتصادي. وكان كل جانب يحتاج إلى دعم الأغلبية المسلمة، وحاول تحريض المسلمين ضد المجموعة العكسية. ومما له دلالته أن احتجاج يهود فرنسا ومناشدتهم لحكومتهم لم يأت بنتيجة، في حين أدى احتجاج يهود إنجلترا إلى تحرك بالمرستون ومطالبته محمد علي بأن يعامل اليهود معاملة حسنة، وأدى تدخُّل إسحاق كريمييه وموشيه مونتيفيوري ومقابلتهما لمحمد علي، ثم لقاؤهما مع السلطان عبد الحميد في إسطنبول إلى الإفراج عن المتهمين وإسقاط التهمة عنهم.
وقد أصدر السلطان العثماني فرماناً يدين تهمة الدم ويعتبرها قذفاً في حق اليهود.